# Erikslid
Erikslid är ett stadsdelsområde på Norrböle i Skellefteå, cirka en  kilometer norr om Skellefteå centrum. Området byggdes 1991–1996 och består av 365 lägenheter, samtliga hyreslägenheter som förvaltas av det kommunala allmännyttiga bostadsföretaget Skelleftebostäder. Servicen i området omfattar Coop Konsum, hälsocentral, kiosk, restaurang, äldreboende och Friskis & Svettis. Tidigare fanns ett systembolag i stadsdelens centrumbyggnad, men numera är det ersatt med ett nytt systembolag på Solbacken. En gångbro, ritad av konstnären Leif Bolter, förbinder de två områdena Morellstigen (kv Bygget) och Annastigen (kv Eriksbo). Goda bussförbindelser finns med Skellefteå centrum.
Kvarteret Bygget, i rött tegel (Morellstigen),   stod klart 1994 och ritades av Olle Forsgren på FFNS och kvarteret Eriksbo, i gult (Annastigen), ritades av Lennart Nilsson på Thurfjells/Tema arkitekter. Ursprungligen skulle kvarteret Eriksbo avslutas med en kyrka i samma postmoderna utförande som präglar hela kvarteret, men de planerna ströks. Både Morellstigen och Annastigen kännetecknas av sammanflätade gårdsmiljöer med slingrande stråk. Områdena har drag av borggårdar som ringar in och skapar bilfria innergårdar. Morellstigen gestaltades som en avslutning av Norrböle, med inspiration från bland annat Norrhammarskolans röda tegel, medan Annastigen gick vidare med två ljusa huskroppar med klassicerande drag och med tydliga postmoderna stilelement.
Erikslid var länge ett stadsdelscentrum utan stadsdel. Från början var tanken att Erikslid skulle vara större, här skulle byggas 1 700 bostäder samt en ny kyrka, men 90-talskrisen under uppbyggnaden ledde till att man avbröt byggandet. Först 2012 inleddes arbetet igen, nu med ett 70-tal villatomter under namnet Västra Eriksberg.

## Galleri

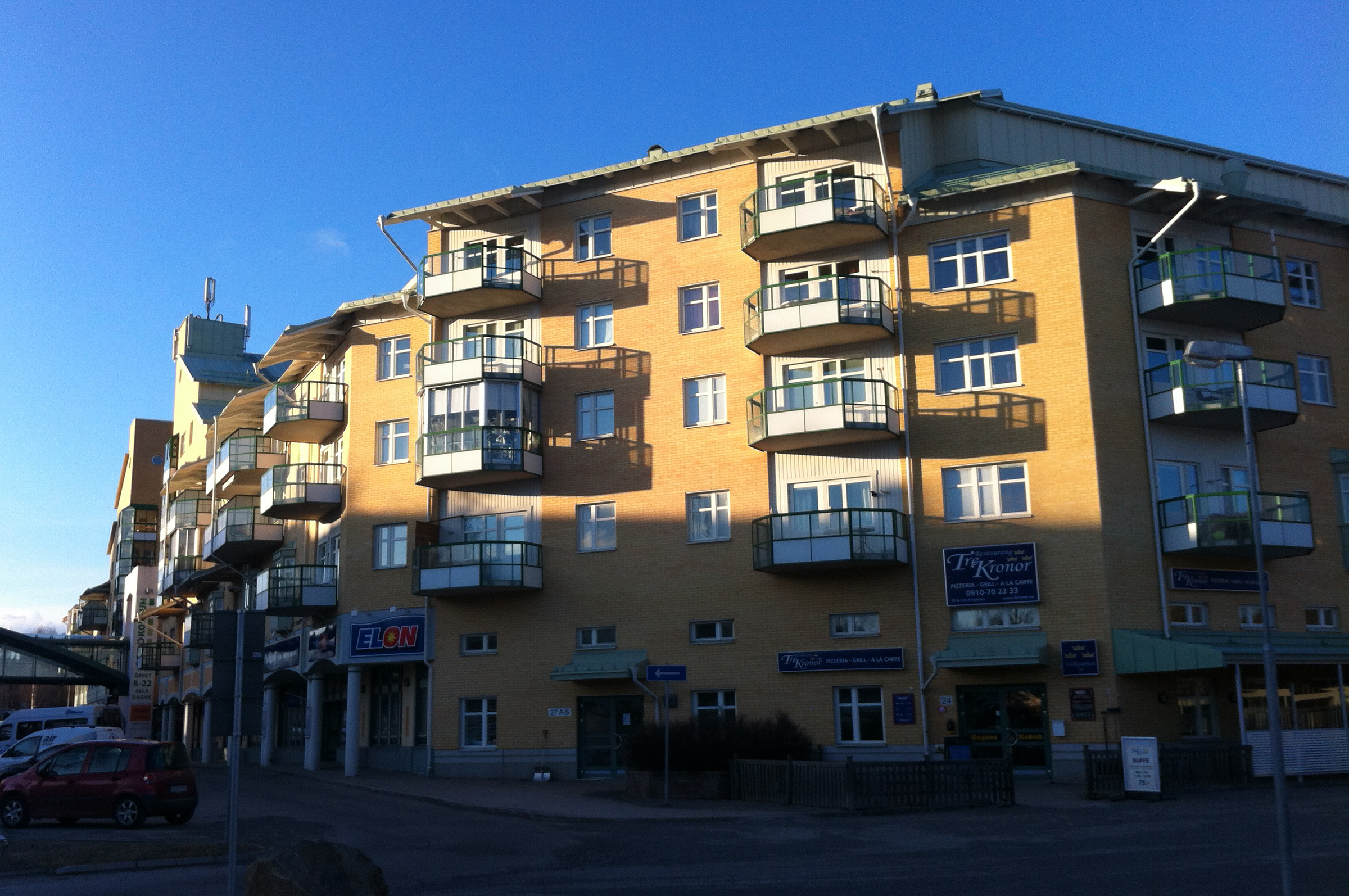
Erikslid centrum (kv Eriksbo)
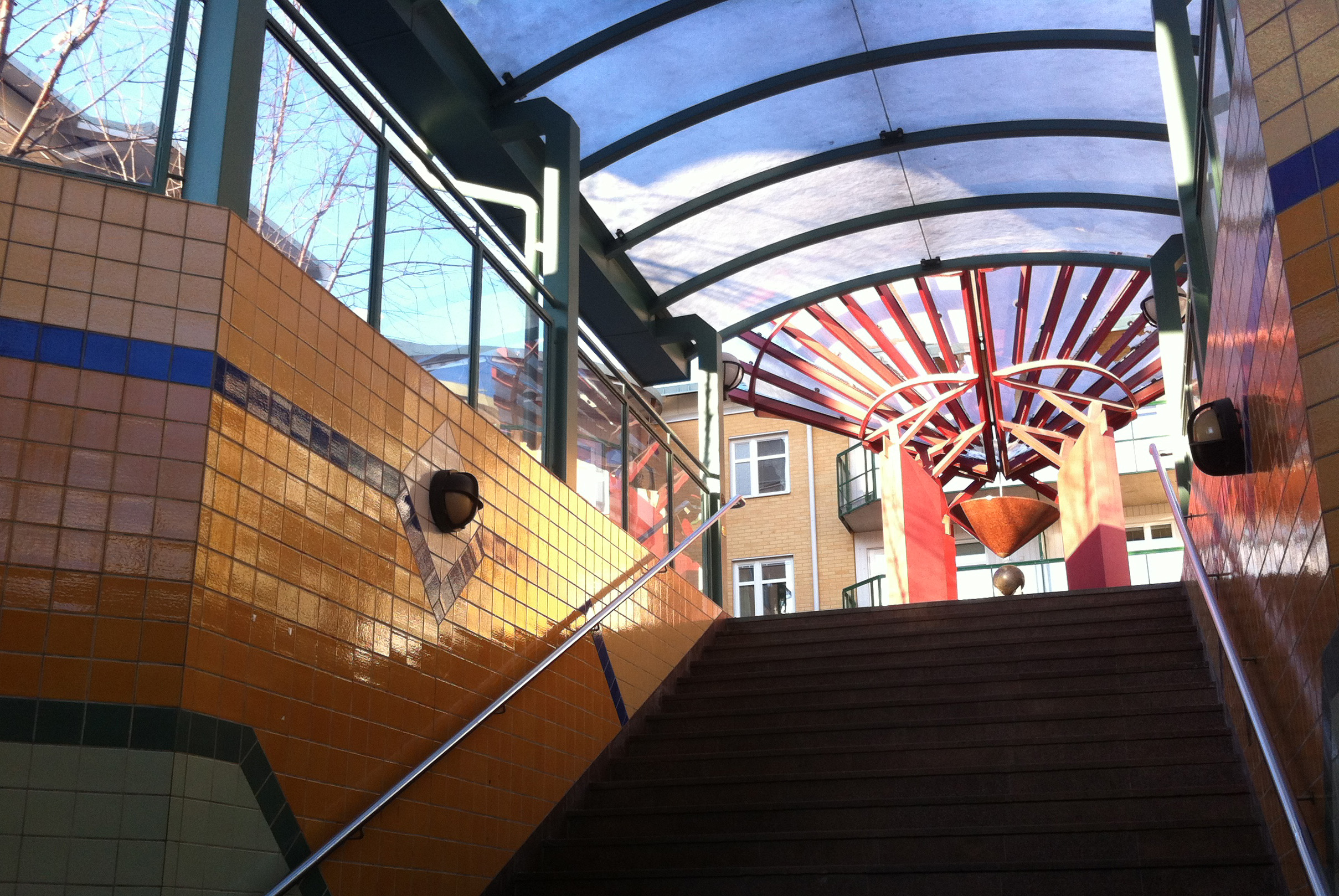
Trapp upp mot torgytan, Erikslid centrum (kv Eriksbo)
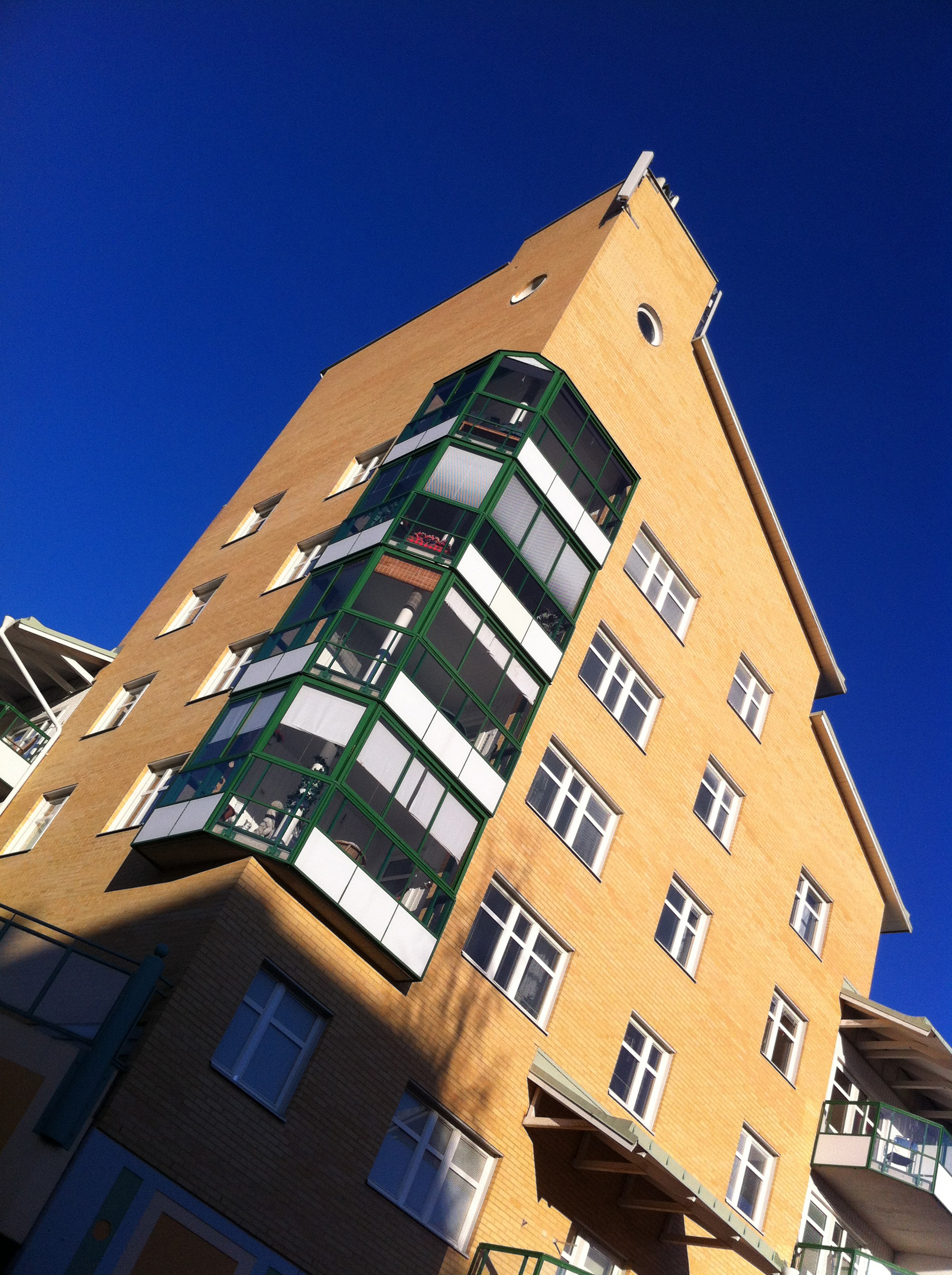
Hörnbalkonger, Erikslid centrum (kv Eriksbo)
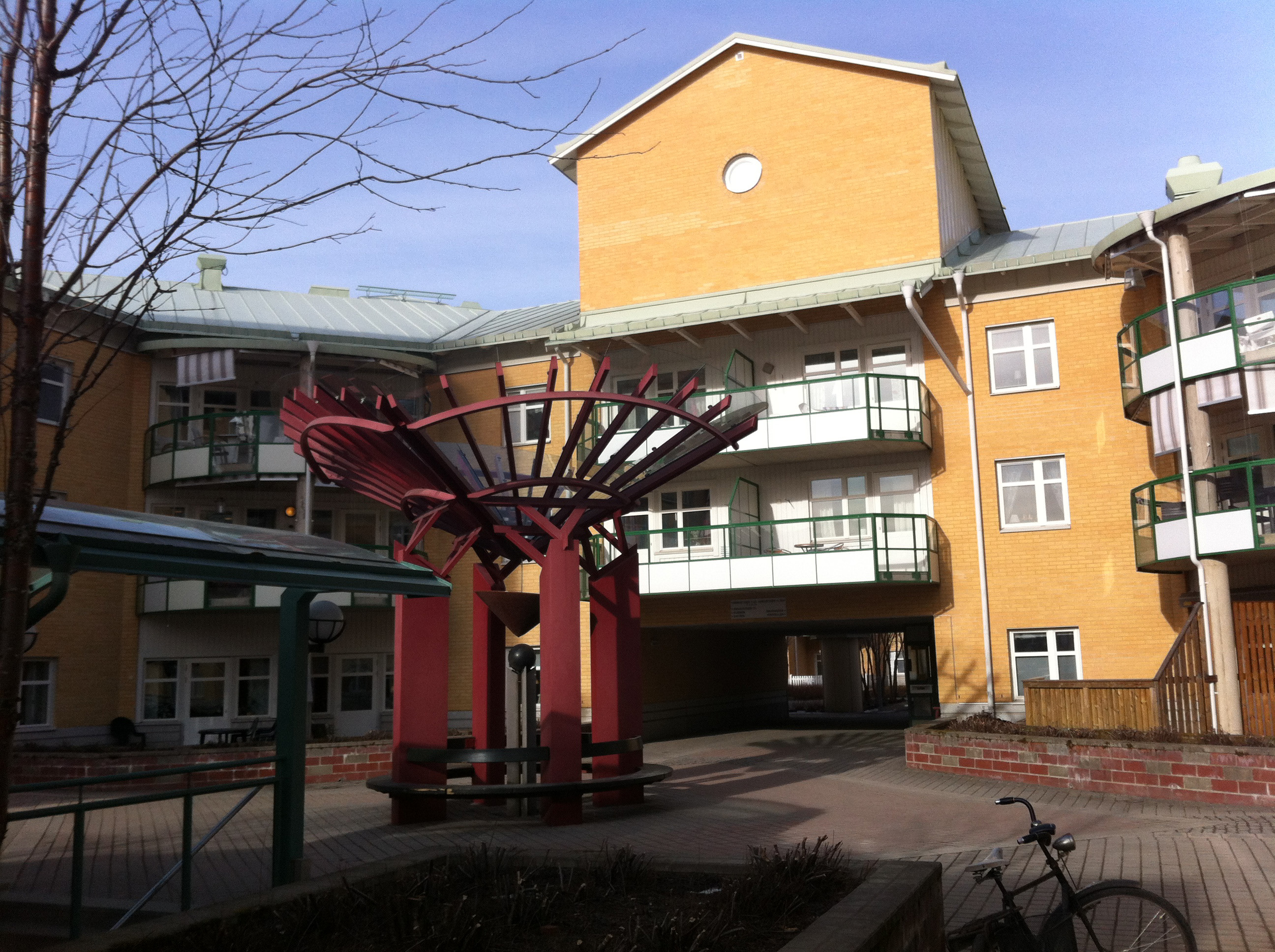
Torgytan, Erikslid centrum (kv Eriksbo)
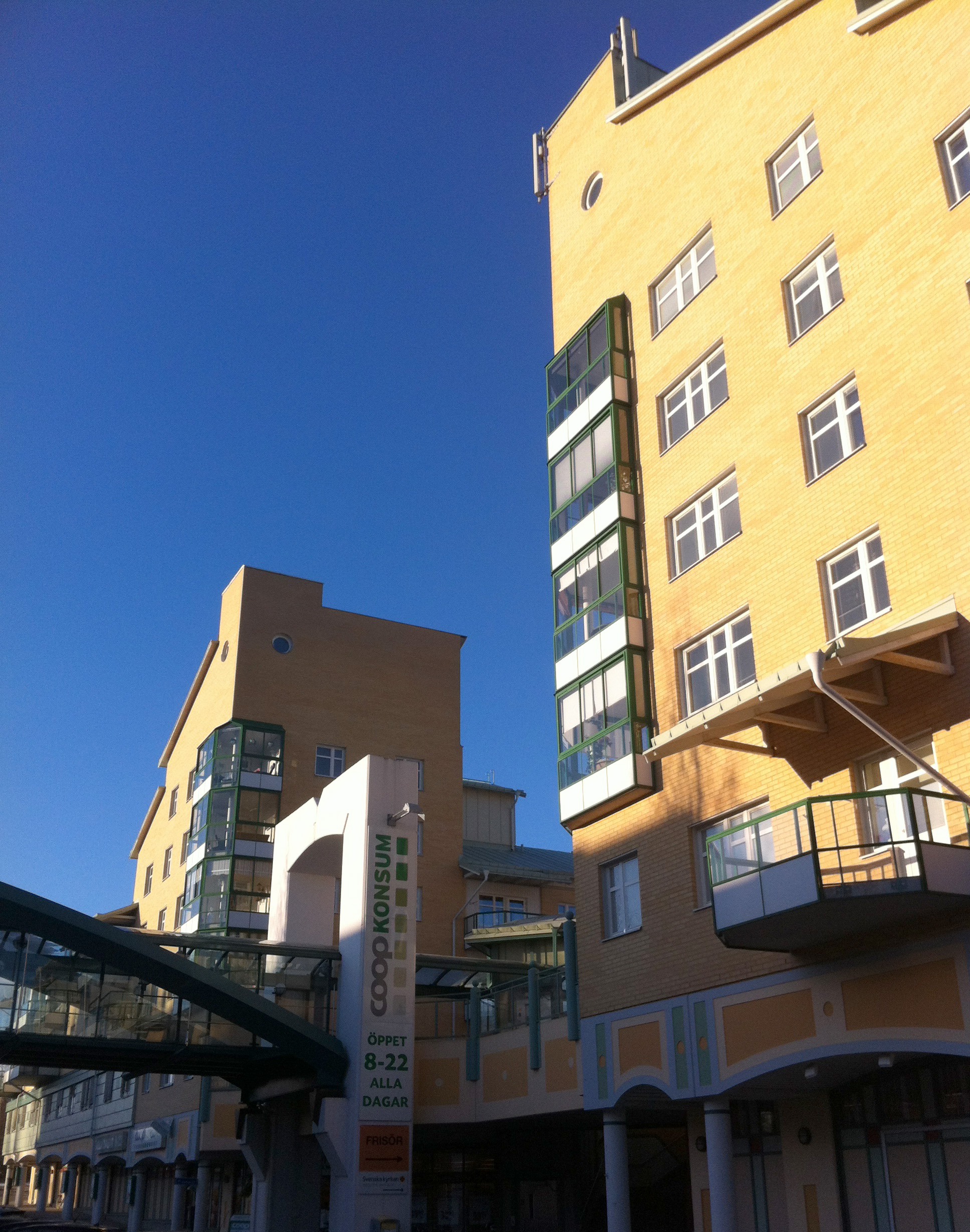
Erikslid centrum (kv Eriksbo)
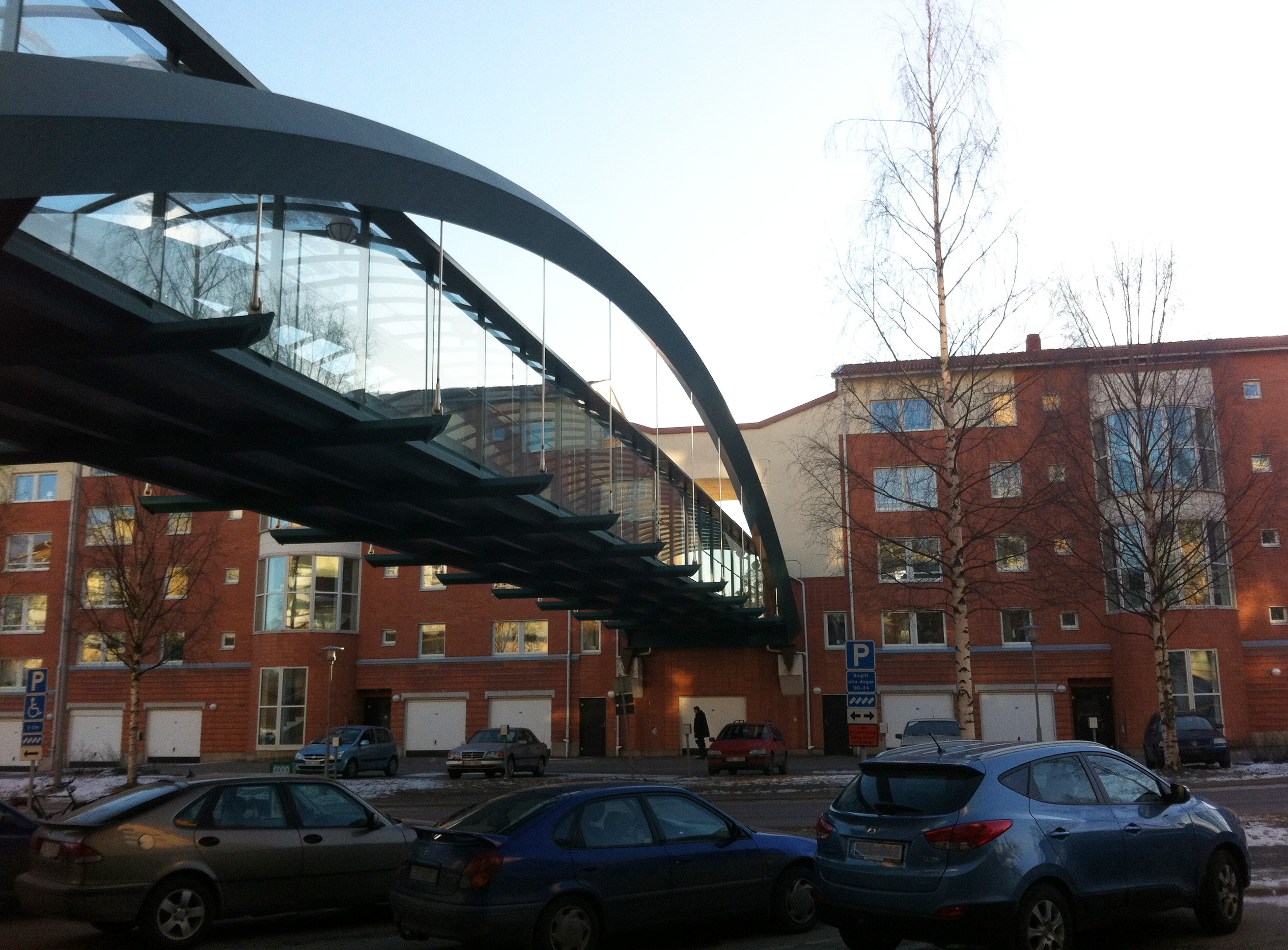
Vy från Erikslid centrum mot Leif Bolters bro och första delen av Erikslid (kv Bygget)